# Andeocalynda carrikeri
Andeocalynda carrikeri (лат.) — вид палочников (Phasmatodea) из семейства Diapheromeridae. Эндемики Южной Америки.

## Распространение
Встречаются в Южной Америке: Колумбия (Dept. Nariño, Magdalena, Sierra Nevada de Santa Marta, San Lorenzo, 2530 м).

## Описание
Палочники небольших и средних размеров, длина тела голотипа 78,5 мм. От близких видов (A. granulosa, A. lojaense) отличаются следующими признаками: анальный сегмент постепенно поднимается и уплощается к апикальной части; менее выпуклый poculum несёт небольшой и тупой задний направленный центральный бугорок и чёткую черноватую продольную полоску; одноцветный мезонотум; небольшой суббазальный выступ постеровентрального киля средних бёдер.

## Таксономия и этимология
Вид был впервые описан в 1919 году под названием Dyme carrikeri Hebard, 1919. В 2020 году немецкими энтомологами Frank Hennemann и Oskar Conle (Германия) включены в состав рода Andeocalynda. Видовое название дано в честь M. A. Carriker Jr, собравшего типовую серию  в Колумбии.